# Eero Milonoff
Eero Milonoff  (* 1. Mai 1980 in Helsinki) ist ein finnischer Schauspieler.

## Leben
Eero Milonoff ist der Sohn des Regisseurs und Schauspielers Pekka Milonoff. Seine drei älteren Brüder sind der Schauspieler Juho, der Fernsehregisseur Tuomas und der literarische Übersetzer Aleksi Milonoff. Sein Schauspielstudium schloss er 2005 an der Theaterakademie Helsinki ab.
Bereits während seiner Jugend spielte Milonoff in unterschiedlichen Filmen mit, darunter Rosa Was Here und Die Erlösung. Neben nationalen finnischen Produktionen wirkte er auch vermehrt in internationalen Produktionen mit. So war er in den beiden deutschen Filmen Der Bär ist los! Die Geschichte von Bruno und Matti und Sami und die drei größten Fehler des Universums zu sehen. Für seine Darstellung des Vore in dem von Ali Abbasi inszenierten Fantasyfilm Border wurde er 2019 mit dem schwedischen Filmpreis Guldbagge als Bester Nebendarsteller ausgezeichnet.
Eero Milonoff ist verheiratet.

## Filmografie
- 1994: Rosa Was Here
- 1996: Tomas
- 1997: Die Erlösung (Lunastus)
- 2004: Populärmusik aus Vittula (Populärmusik från Vittula)
- 2005: Das Mädchen und der Rapper (Tyttö sinä olet tähti)
- 2007: Ganes
- 2009: Der Bär ist los! Die Geschichte von Bruno
- 2011: Die Nacht der Jäger (Jägarna 2)
- 2012: Ella und das große Rennen (Ella ja kaverit)
- 2013: Timo Parvelas: Ella und der Superstar (Ella ja kaverit 2 – Paterock)
- 2016: Der glücklichste Tag im Leben des Olli Mäki (Hymyilevä mies)
- 2018: Border (Gräns)
- 2018: Matti und Sami und die drei größten Fehler des Universums
- 2023: Neljä pientä aikuista